# Giuseppe Martino
Giuseppe Martino (Chastèlmanh, Província de Cuneo, 1 de maig de 1915 - Alice Bel Colle, 29 d'octubre de 2001) va ser un ciclista italià que fou professional entre 1938 i 1958. Va destacar sobretot en el ciclisme en pista, concretament en el mig fons on guanyà una medalla de bronze al Campionat del Món de 1955.
El 1961 es va nacionalitzar francès.

## Palmarès en ruta
- 1938
  - Vencedor de 2 etapes al Tour del Sud-Est
- 1939
  - 1r a la Lió-Grenoble-Lió i vencedor d'una etapa

### Resultats al Giro d'Itàlia
- 1955. 43è de la classificació general

## Palmarès en pista
- 1951
  -  Campió d'Itàlia en Mig Fons
- 1952
  -  Campió d'Itàlia en Mig Fons
- 1953
  -  Campió d'Itàlia en Mig Fons
- 1954
  -  Campió d'Itàlia en Mig Fons
- 1955
  -  Campió d'Itàlia en Mig Fons
- 1956
  -  Campió d'Itàlia en Mig Fons
- 1957
  -  Campió d'Itàlia en Mig Fons